# Iurus
Genre
Synonymes
- Chaerilomma Roewer, 1943

Iurus est un genre de scorpions de la famille des Iuridae.

## Distribution
Les espèces de ce genre se rencontrent en Grèce et en Turquie.

## Liste des espèces
Selon The Scorpion Files (21/09/2022) :
- Iurus dekanum (Roewer, 1943)
- Iurus dufoureius (Brullé, 1832)
- Iurus kinzelbachi Kovařík, Fet, Soleglad & Yagmur, 2010

## Publication originale
- Thorell, 1876 : « On the classification of Scorpions. » Annals and Magazine of Natural History, sér. 4, vol. 17, no 97, p. 1–15 (texte intégral).